# Кондратюк Олексій Володимирович
Олексі́й Володи́мирович Кондратю́к (5 липня 1995, с. Пісків, Костопільський район, Рівненська область, Україна — 17 березня 2017, с. Водяне, Волноваський район, Донецька область, Україна) — український військовослужбовець морської піхоти, матрос Військово-морських сил Збройних сил України, учасник російсько-української війни.

## Біографія
Народився 1995 року в селі Пісків на Рівненщині. За деякий час родина переїхала до райцентру Костопіль. Закінчив 9 класів загальноосвітньої школи № 3. 2012 року закінчив Сарненський професійний аграрний ліцей за фахом тракторист-машиніст сільськогосподарського виробництва, слюсар-ремонтник. Працював у Кастопільському багатогалузевому житлово-комунальному підприємстві слюсарем-сантехніком.
Під час російської збройної агресії проти України у травні 2016 року був призваний Костопільським РВК на військову службу за контрактом.
Матрос, навідник гранатометного відділення взводу вогневої підтримки 2-ї десантно-штурмової роти 501-го окремого батальйону морської піхоти 36-ї окремої бригади морської піхоти ВМС ЗС України, в/ч А1965, м. Бердянськ.
З літа 2016 року виконував завдання на території проведення антитерористичної операції на ділянці Широкине — Лебединське — Водяне, Оперативно-тактичне угруповання «Маріуполь».
17 березня 2017 року загинув від осколкового поранення внаслідок розриву міни, під час обстрілу спостережного поста біля села Водяне з боку окупованого села Саханка. Тоді ж загинув сержант Леонід Галайчук.
Похований 21 березня на Алеї героїв АТО Нового кладовища міста Костополя.
Залишилися батьки, брат, дружина Ірина та 2-річний син Дмитро.

## Нагороди та вшанування
- Указом Президента України № 104/2017 від 10 квітня 2017 року, «за особисту мужність, виявлену у захисті державного суверенітету та територіальної цілісності України, самовіддане виконання військового обов'язку», нагороджений орденом «За мужність» III ступеня (посмертно)[7].
- Нагороджений відзнакою «За оборону Маріуполя» (посмертно).